# Otjikoto-Goldbergwerk
Das Otjikoto-Goldbergwerk (englisch Otjikoto gold mine) ist ein Goldbergwerk in der Region Otjozondjupa im Nordosten Namibias. Es liegt mittig zwischen Otjiwarongo und Otavi. Otjikoto ist das größere von zwei Goldbergwerken des Landes.
Das Gold wird an diesem Standort seit 2014 im Tagebau abgebaut. 2012 wurde die dementsprechende Lizenz vom Bergbauministerium erteilt. 2013 begann der Bau des Bergwerks. Im Oktober 2020 begannen die ersten Sprengarbeiten am Projekt Wolfshag, dem ersten Untertage-Goldbau des Landes, mit einem einzelnen Schacht von 275 Meter Tiefe.
2024 wurden 5617 Kilogramm Gold gefördert, gegenüber 5914 Kilogramm ein Jahr zuvor.
Der Tagebau soll im dritten Quartal des Jahres 2025 stillgelegt werden, während im Schacht Wolfshag mindestens bis 2027 weiter gefördert wird. Die Verwertung des geförderten Materials soll bis 2032 abgeschlossen werden.